# Éva Rakusz
Éva Rakusz (Miskolc, 13 de mayo de 1961) es una deportista húngara que compitió en piragüismo en la modalidad de aguas tranquilas.
Participó en los Juegos Olímpicos de Moscú 1980 y Seúl 1988, obteniendo dos medallas, una de bronce en Moscú 1980 y una de plata en Seúl 1988. Ganó siete medallas en el Campeonato Mundial de Piragüismo entre los años 1981 y 1987.

## Palmarés internacional
| Juegos Olímpicos   | Juegos Olímpicos         | Juegos Olímpicos  | Juegos Olímpicos |
| Año                | Lugar                    | Medalla           | Evento           |
| ------------------ | ------------------------ | ----------------- | ---------------- |
| 1980               | Moscú (URSS)             | Medalla de bronce | K2 500 m         |
| 1988               | Seúl (Corea del Sur)     | Medalla de plata  | K4 500 m         |
| Campeonato Mundial |                          |                   |                  |
| Año                | Lugar                    | Medalla           | Evento           |
| 1981               | Nottingham (Reino Unido) | Medalla de plata  | K1 500 m         |
| 1982               | Belgrado (Yugoslavia)    | Medalla de bronce | K1 500 m         |
| 1982               | Belgrado (Yugoslavia)    | Medalla de bronce | K4 500 m         |
| 1985               | Malinas (Bélgica)        | Medalla de plata  | K2 500 m         |
| 1985               | Malinas (Bélgica)        | Medalla de bronce | K4 500 m         |
| 1986               | Montreal (Canadá)        | Medalla de oro    | K4 500 m         |
| 1987               | Duisburgo (RFA)          | Medalla de plata  | K4 500 m         |